# Eliza Piotrowska
Eliza Piotrowska (1976) è una scrittrice, poetessa, illustratrice, lettrice e traduttrice di libri per bambini polacca.
Ha realizzato oltre 200 pubblicazioni. Il suo lavoro è caratterizzato da una profondità multidimensionale, un universale senso d’umorismo ed un riconoscibile linguaggio grafico e letterario. La natura multilivello di questa letteratura fa sì che i suoi destinatari non siano solo i bambini, ma anche gli adulti. Vincitrice di importanti premi nel capo della letteratura, grafica ed educazione. Tradotta in svariate lingue, tra cui: mongolo, ceco, spagnolo, tedesco, coreano.
Ambasciatrice della Fondazione ABC XXI “Tutta la Polonia legge ai bambini”.

## Formazione e sviluppo delle carriera
Da bambina venne notata dalla famosa poetessa e scrittrice Danuta Wawiłow, sotto la cui ala protettrice sviluppò per molti anni il suo talento, vincendo numerosi premi. Ancora adolescente attirò anche l'attenzione della celebre poetessa Magda Czapińska, che le assegnò il primo premio al concorso di poesia del programma televisivo "5-10-15", iconico negli anni '80 e '90.
Laureata in Storia dell'Arte presso l'Università degli Studi Adam Mickiewicz a Poznań (arte moderna) e presso l`Università La Sapienza di Roma (arte contemporanea).
Negli anni 2001-2003 ha lavorato presso il Museo Nazionale di Poznań, dove è stata premiata per “L'Accademia Museale per Ragazzi” nel concorso ministeriale per l'evento educativo dell'anno  “Sybilla 2002”.
Dal 2004 si dedica interamente alla carriera di scrittrice e illustratrice.

## Lavori
Le serie più popolari includono:
- “Zia Jadzia”,
- “Topo Tip” (traduzione dall'italiano),
- “Fiabe Verdi”,
- “Oggetti con un'anima”,
- “Santi Sorridenti”,
- “La Capivara Barbara” – lavoro in corso (la prima uscita - marzo 2025)

Libri tradotti in altre lingue:
- Franta, Helča, Mrňous a trojský kůň, Albatros, Praga 2009
- Ein Heiliger für die Kinder, Der Heilige Don Bosco, Monaco 2013

## Vita privata
Come lei stessa afferma, la sua vita è "una piroetta la cui figura principale è la spaccatura tra Polonia, Italia e Brasile". Nel suo romanzo per adulti: "Il Mio Paese Straniero", ha condiviso le sue esperienze di vita fra tre culture diverse. 

## Attività culturali
Eliza Piotrowska è ospite ricorrente di biblioteche, Centri Culturali e scuole polacche in Patria e all'estero. L'autrice registra anche audiobooks per bambini e progetta spazi museali per ragazzi.  Data l´enorme popolaritá della serie “Zia Jadzia”,  in varie città della Polonia vengono organizzati Festival di Ciocia Jadzia, nei quali affluiscono fans del personaggio da tutto il paese

## Riferimenti
- Pagine web: www.elizapiotrowska.pl
- FB: https://www.facebook.com/profile.php?id=100048109417165
- Instagram: ciocia.jadzia

## Premi
Tra i premi più importanti ci sono: Czesław Janczarski Competition 2007 (3º posto per: “Zia Jadzia”), Mały Dong 2011 (menzione d'onore per: “Cerchi gialli”), Feniks 2012 (primo premio per: “Urszula Ledóchowska”), Żółta ciżemka 2018 (primo premio in due categorie: testo e illustrazioni per:  “Wojtek, un soldato senza uniforme”), Feniks 2020 (primo premio per: “La storia di Wanda Błeńska”), Concorso Mondo a misura di bambino, organizzato dal Comitato per la protezione dei diritti dell'infanzia 2023 (primo premio per: “Linfanzia di Zia Jadzia”). Nel 2023 la città di Poznań le ha conferito il titolo di Personaggio Culturale. La Lista d'Oro della Fondazione ABC XXI comprende la sua: “Fiaba sull'albero”, “Fiaba sul sole” e “L'infanzia di Zia Jadzia”, “Buonanotte, Luna” (traduzione).
- 1992 – concorso poetico nazionale della televisione polacca
- 1993 – concorso letterario nazionale della rivista per ragazzi ”Filipinka”
- 1993 – concorso letterario nazionale di Agnieszka Bartol
- 2002 – concorso ministeriale per il Miglior Evento Museale dell'Anno “Sybilla”
- 2007 – VI concorso Letterario di Czesław Janczarski
- 2007 – concorso poetico nazionale „Solitudine infantile”
- 2008 – Tour Salon 2008 (libro: Jadę tramwajem i Poznań poznaję)
- 2011 – Concorso della Sezione IBBY polacca Mały Dong (libro: Żółte kółka)
- 2011 – concorso della Società degli Editori Polacchi “I più bei libri dell'anno” (libro: Paproch).
- 2013 – concorso per i miglior libri turistici 2012 (libro: Wrocław. Zwiedzaj z nami, krasnalami!)

## Nomination
- 2006 – concorso della Società degli Editori Polacchi “I più bei libri dell'anno” (libro: Książeczka-wycieczka)
- 2007 – concorso della Società degli Editori Polacchi “I più bei libri dell'anno” (libro: Ortografia, czyli heca, którą wszystkim się zaleca!)
- 2009 – Concorso per il Bestseller Infantile dell'anno2008 (libro: Franek, Hela, Bobas i koń trojański)
- 2010 – concorso nazionale Letterario di Kornel Makuszyński (libro: Ciocia Jadzia)